# El Dorado (film 1966)
El Dorado – amerykański western z 1966 roku w reżyserii Howarda Hawksa. Adaptacja powieści The Stars in Their Courses Harry’ego Browna.

## Fabuła
Rewolwerowiec Cole Thornton (John Wayne) na zlecenie Barta Jasona (Edward Asner) udaje się do miasteczka El Dorado, na granicy z Meksykiem, aby zmusić rodzinę MacDonaldów do rezygnacji z farmy. Na jej terenie znajdują się bowiem źródła wody, które Jason chce przejąć. Po przybyciu na miejsce, Thornton odmawia wykonania zlecenia, widząc w tym niesprawiedliwość. Dodatkowym powodem rezygnacji jest fakt, że podejmując walkę z MacDonaldami, musiałby też przeciwstawić się swemu dawnemu przyjacielowi J.P. Harrahowi (Robert Mitchum), który jest obecnie szeryfem w El Dorado. Z czasem Thornton dowiaduje się od młodego włóczęgi o przezwisku „Mississippi” (James Caan), że Jason znalazł innego wykonawcę zlecenia – Nelse'a McLeoda (Christopher George) i jego bandę. Wraca więc na farmę razem z „Mississippi”, aby wraz z szeryfem pomóc rodzinie MacDonaldów i rozprawić się z bandytami.

## Obsada
- John Wayne jako Cole Thornton
- Robert Mitchum jako szeryf J.P. Harrah
- James Caan jako Alan Bourdillion Traherne „Mississippi”
- Arthur Hunnicutt jako Bull Harris
- Charlene Holt jako Maudie
- Paul Fix jako doktor Miller
- Edward Asner jako Bart Jason
- Johnny Crawford jako Luke MacDonald
- Michele Carey jako Josephine „Joey” MacDonald
- Christopher George jako Nelse McLeod